# Česká futsalová reprezentace
Česká futsalová reprezentace reprezentuje Česko na mezinárodních turnajích, jako jsou mistrovství světa a mistrovství Evropy. První mezinárodní zápas reprezentace odehrála v roce 1993. V lednu 2025 jí patřilo 17. místo světového žebříčku. Nejlepší střelec je Martin Dlouhý.

## Mistrovství světa
| Rok     | Z                  | V                  | R                  | P                  | Skóre              | +/−                | Umístění           |
| ------- | ------------------ | ------------------ | ------------------ | ------------------ | ------------------ | ------------------ | ------------------ |
| MS 1996 | nekvalifikovali se | nekvalifikovali se | nekvalifikovali se | nekvalifikovali se | nekvalifikovali se | nekvalifikovali se | nekvalifikovali se |
| MS 2000 | nekvalifikovali se | nekvalifikovali se | nekvalifikovali se | nekvalifikovali se | nekvalifikovali se | nekvalifikovali se | nekvalifikovali se |
| MS 2004 | 6                  | 2                  | 0                  | 4                  | 12:18              | −6                 | 2. fáze            |
| MS 2008 | 4                  | 2                  | 0                  | 2                  | 10:10              | +0                 | základní skupina   |
| MS 2012 | 4                  | 1                  | 1                  | 2                  | 7:14               | −7                 | osmifinále         |
| MS 2016 | nekvalifikovali sa | nekvalifikovali sa | nekvalifikovali sa | nekvalifikovali sa | nekvalifikovali sa | nekvalifikovali sa | nekvalifikovali sa |
| MS 2021 | 4                  | 1                  | 1                  | 2                  | 8:11               | −3                 | osmifinále         |
| MS 2024 | nekvalifikovali se | nekvalifikovali se | nekvalifikovali se | nekvalifikovali se | nekvalifikovali se | nekvalifikovali se | nekvalifikovali se |

## Mistrovství Evropy
| Rok     | Z                  | V                  | R                  | P                  | Skóre              | +/−                | Umístění           |
| ------- | ------------------ | ------------------ | ------------------ | ------------------ | ------------------ | ------------------ | ------------------ |
| ME 1996 | nekvalifikovali se | nekvalifikovali se | nekvalifikovali se | nekvalifikovali se | nekvalifikovali se | nekvalifikovali se | nekvalifikovali se |
| ME 1999 | nekvalifikovali se | nekvalifikovali se | nekvalifikovali se | nekvalifikovali se | nekvalifikovali se | nekvalifikovali se | nekvalifikovali se |
| ME 2001 | 3                  | 0                  | 1                  | 2                  | 9:13               | −4                 | základní skupina   |
| ME 2003 | 4                  | 2                  | 0                  | 2                  | 12:14              | −2                 | 3. místo           |
| ME 2005 | 3                  | 1                  | 0                  | 2                  | 6:9                | −3                 | základní skupina   |
| ME 2007 | 3                  | 0                  | 0                  | 3                  | 7:17               | −10                | základní skupina   |
| ME 2010 | 5                  | 2                  | 1                  | 2                  | 16:25              | −9                 | 3. místo           |
| ME 2012 | 2                  | 0                  | 0                  | 2                  | 5:8                | −3                 | základní skupina   |
| ME 2014 | 2                  | 0                  | 1                  | 1                  | 4:11               | −7                 | základní skupina   |
| ME 2016 | 2                  | 0                  | 0                  | 2                  | 5:13               | −8                 | základní skupina   |
| ME 2018 | nekvalifikovali se | nekvalifikovali se | nekvalifikovali se | nekvalifikovali se | nekvalifikovali se | nekvalifikovali se | nekvalifikovali se |
| ME 2022 | nekvalifikovali se | nekvalifikovali se | nekvalifikovali se | nekvalifikovali se | nekvalifikovali se | nekvalifikovali se | nekvalifikovali se |